# Käätyjärvi
Käätyjärvi är en sjö i Finland. Den ligger i Nystad i landskapet Egentliga Finland, i den sydvästra delen av landet, 200 km väster om huvudstaden Helsingfors. Käätyjärvi ligger 6,1 meter över havet. Arean är 24,9 hektar och strandlinjen är 3,08 kilometer lång. Sjön  ingår i Skärgårdshavets kustområde, Åland.   I omgivningarna runt Käätyjärvi växer i huvudsak blandskog.
Följande samhällen ligger vid Käätyjärvi:
- Nystad (16 226 invånare)